# Kruche
Kruche – album studyjny polskiej piosenkarki Gaby Kulki. Wydawnictwo ukazało się 9 września 2016 roku nakładem wytwórni muzycznej Mystic Production. Nagrania były promowane teledyskiem do utworu „Still”. Piosenka dotarła do 41. miejsca  Listy Przebojów Programu Trzeciego Polskiego Radia.

## Lista utworów
Opracowano na podstawie materiału źródłowego.
| Nr  | Tytuł utworu         | Długość |
| --- | -------------------- | ------- |
| 1.  | „Still”              | 3:48    |
| 2.  | „Alright, Amanda”    | 4:40    |
| 3.  | „Static”             | 3:49    |
| 4.  | „Brother”            | 4:04    |
| 5.  | „Miniature Life”     | 4:26    |
| 6.  | „Jeszcze”            | 3:45    |
| 7.  | „I Sat by the Ocean” | 3:21    |
| 8.  | „Zimna dłoń”         | 3:42    |
| 9.  | „Lonely House”       | 4:52    |
| 10. | „Kruche”             | 4:15    |
| 11. | „Whatsherface”       | 3:33    |
| 12. | „Jaki kolor”         | 5:40    |
|     |                      | 49:55   |